# Mesosetum ferrugineum
Mesosetum ferrugineum är en gräsart som först beskrevs av Carl Bernhard von Trinius, och fick sitt nu gällande namn av Mary Agnes Chase. Mesosetum ferrugineum ingår i släktet Mesosetum och familjen gräs. Inga underarter finns listade i Catalogue of Life.